# Ospedale di San Rocco (Firenze)
L'ospedale di San Rocco era un ospedale storico di Firenze, situato presso la Porta San Gallo in via San Gallo.

## Storia
Era sorto per volontà della Compagnia di San Rocco all'inizio del XVI secolo. Nel 1504 aveva infatti ricevuto dagli Ufficiali della Torre dei locali presso la Porta San Gallo in cui fondarono la struttura per accogliere pellegrini e malati, che era la prima che si incontrava entrando in città dalla via Bolognese e che per la sua posizione vantaggiosamente periferica rispetto ai quartieri più densamente abitati della città fu spesso usata durante le epidemie.
Con l'antistante ospedale di Santa Caterina dei Talani fu destinato a ospitare i malati "incurabili", cioè quelli del mal francese che proprio dopo la calata dell'esercito di Carlo VIII di Francia si erano moltiplicati. L'ospedale era riservato alle donne, mentre gli uomini stavano nell'ospedale di Santa Caterina sull'altro lato della strada.
Più tardi venne fondata un'apposita struttura per i sifilitici, l'ospedale degli Incurabili, e l'antico ospedale di San Rocco sopravvisse, svolgendo ad esempio un importante ruolo durante l'epidemia di peste del 1630. Con alterne vicende arrivò al 1857, quando fu demolito assieme all'antistante ospedale di Santa Caterina per "sanificare" la via in occasione della visita di Pio IX. In ogni caso, una decina di anni dopo, al posto di quelle case venne a passare il viale di Circonvallazione, per cui oggi non ne resta alcuna traccia.
Dall'oratorio dell'ospedale era stato staccata, nel 1857, una Crocifissione ad affresco, che venne ricollocata poco distante, lungo le mura, con una lapide a ricordo dell’evento: «Regnante Leopoldo II Granduca di Toscana quando nell'agosto dell’anno 1857 Pio Nono Pontefice O. M. santificava di sua presenza la città questa dipinta immagine colla parete qui trasferivavi a cura e spese del Municipio dai resti dello spedale contiguo alla chiesucola che fu di San Rocco affinché di luoghi per ragione di pubblica comodità demoliti una sacra memoria durasse inera agli occhi ed alla venerazione dei posteri». Con le demolizioni delle mura l'affresco finì poi a Santa Croce.